# Jugovići (gmina Gacko)
Jugovići (cyr. Југовићи) – wieś w Bośni i Hercegowinie, w Republice Serbskiej, w gminie Gacko. W 2013 roku liczyła 14 mieszkańców.